# زاوية مسوس
مسوس أو زاوية مسوس هي قرية في شرق ليبيا، تقع إلى الجنوب الشرقي من مدينة بنغازي بحوالي 130 كم، تبعد عن بلدة سلوق في نفس الاتجاه بحوالي 80.
يربطها طريق بسلوق، كما يربطها طريق آخر بقرية الخروبة إلى الشمال بطول 69 كم تقريباً.
جرت في هذه عدة معارك ابان فترة الغزو الإيطالي لليبيا، من بينها معركة جرت يوم 3 مارس 1914، بين القوات الإيطالية، وقوات المجاهدين المنسحبة من معركة الشليظيمة.